# Дагенем
Да́генем (англ. Dagenham о файле) — город Великобритании в составе боро Баркинг и Дагенем, Большой Лондон. Входит в историческое графство Эссекс.
В городе расположен стадион Виктория Роуд на котором играет свои домашние матчи футбольный клуб Дагенем энд Редбридж.

## История
Первое упоминание о поселении зафиксированно в 687 году. С 13-го века упоминается как община.
В 1931 году Ford основал в городе свой завод, чем положил начало развитию промышленности города..
В 1938 году Дагенем получил статус боро Лондона.

## Галерея

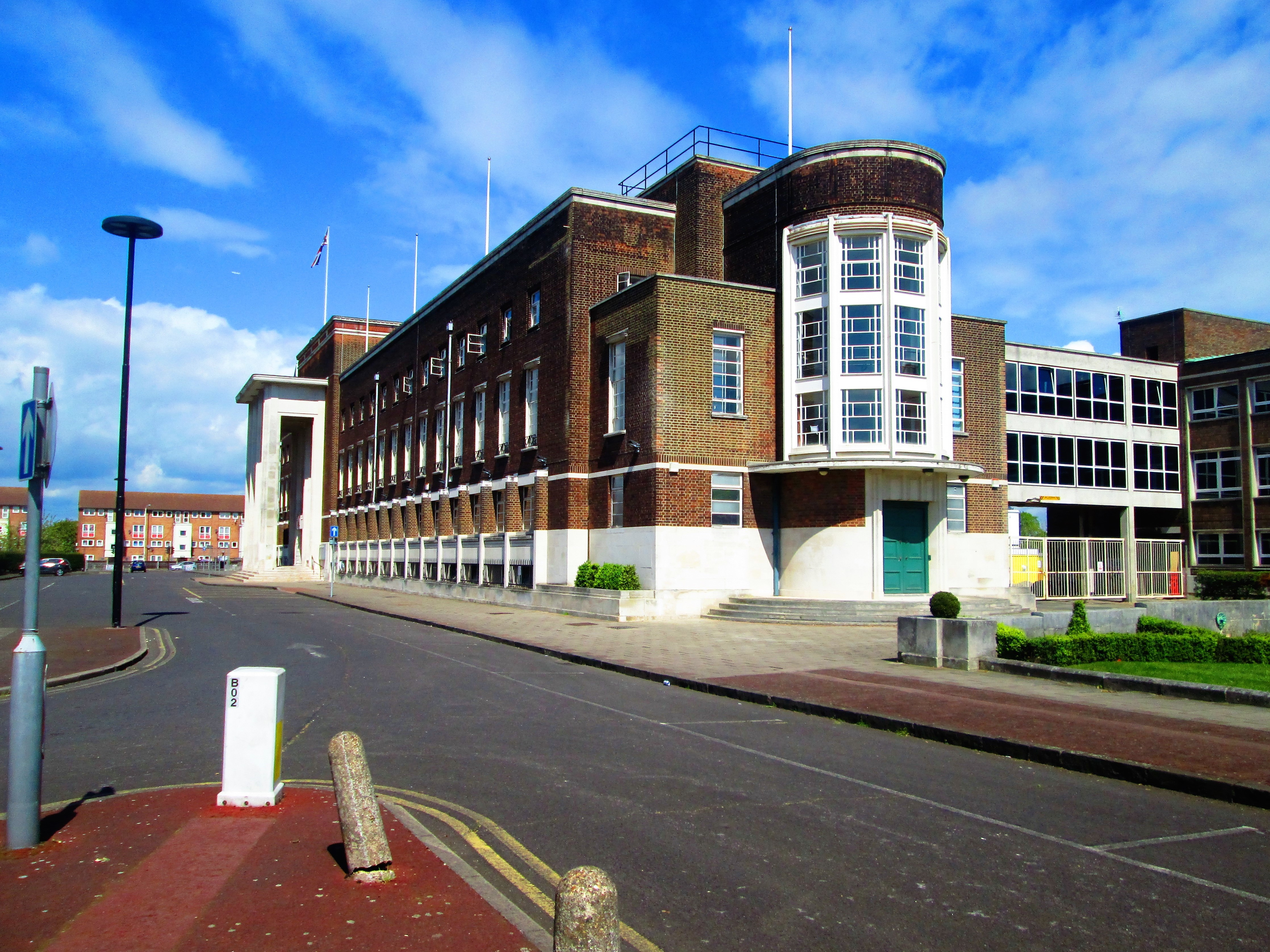
Здание городской администрации
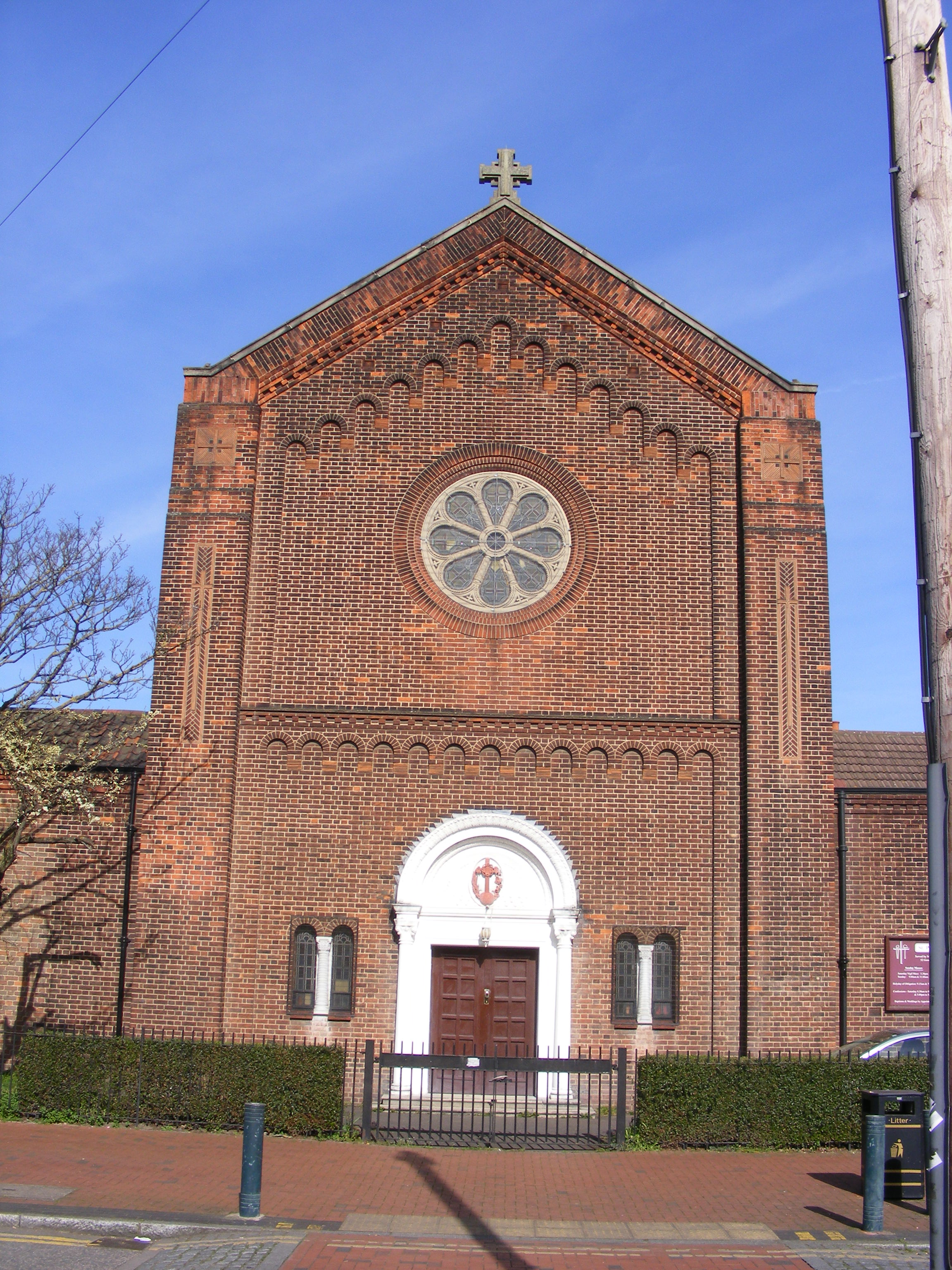
Церковь святого Петра